# جوليان رييس
جوليان رييس هو أستاذ جامعي ومؤرخ بلجيكي، ولد في 19 أبريل 1920 في Fouches ‏ في بلجيكا، وتوفي في 23 فبراير 2013 في تورناي في بلجيكا.